# Ludowy Komisariat Handlu Zagranicznego
Ludowy Komisariat Handlu Zagranicznego (ros. Народный комиссариат внешней торговли) – organ zarządzający państwowym monopolem handlu zagranicznego w RFSRR i ZSRR, odpowiednik ministerstwa.
Przez lata resort przechodził szereg reorganizacji, jak i zmieniał swoją nazwę:
- 11 czerwca 1920 – 6 lipca 1923 – Ludowy Komisariat Handlu Zagranicznego RFSRR (Народный комиссариат внешней торговли РСФСР), powstały z przekształcenia funkcjonującego w okresie 1917–1920 Ludowego Komisariatu Handlu i Przemysłu RFSRR (Народный комиссариат торговли и промышленности – НКТиП РСФСР); na czele stał Ludowy Komisarz Handlu Zagranicznego RFSRR Leonid Krasin (czerwiec 1920–6.7.1923)[1]
- 1922–1925 – Ludowy Komisariat Handlu Zagranicznego ZSRR (Народный комиссариат внешней торговли СССР – НКВТ СССР)
- 1925–1930 – Ludowy Komisariat Handlu Zagranicznego i Wewnętrznego ZSRR (Народный комиссариат внешней и внутренней торговли СССР)
- 1930–1946 – Ludowy Komisariat Handlu Zagranicznego ZSRR (Народный комиссариат внешней торговли СССР), który przekształcono w działające w latach 1946–1953 Ministerstwo Handlu Zagranicznego (Министерство внешней торговли СССР)

## Podział organizacyjny
Monopol handlu zagranicznego był realizowany na terenie ZSRR przez centrale handlu zagranicznego, zagranicą przez przedstawicielstwa handlowe w poszczególnych krajach (stanowiące część przedstawicielstw dyplomatycznych) oraz radzieckie spółki handlowe zarejestrowane tamże, to jest według prawa miejscowego.

### Centrale handlu zagranicznego
W 1935 w ZSRR funkcjonowało 27 podmiotów handlu zagranicznego:
- Avtoexport – eksport samochodów
- Centrosoyus – eksport-import dla potrzeb Centralnego Związku Spółdzielni Konsumenckich
- Exportkhleb – produkty zbożowe
- Exportlen – eksport lnu i konopi
- Exportles – eksport drewna
- Koverkustexport – eksport dywanów i produktów rękodzielniczych
- Lektekhsyrio – eksport-import surowców farmaceutycznych
- Mashinoimport – import maszyn
- Mezhdunarodnaya Kniga – eksport-import książek i czasopism
- Mineralsilicatexport – eksport minerałów i silikatów
- Raznoexport – eksport różnych produktów
- Ryboplodoexport – eksport ryb i owoców
- Sovafghantorg – handel z Afganistanem
- Sovfrakht – frachtowanie statków zagranicznych
- Soviet Philatelic Association – eksport-import znaczków
- Sovmontuvtorg – handel z Mongolią i Tuwińską Republiką Ludową
- Sovsintorg – handel z Sinkiangem
- Soyuzintorgkino – import i eksport filmów i sprzętu
- Soyuzmetimport – import metali i eksport rud
- Soyuzuglexport – eksport węgla
- Soyuzneftexport – eksport produktów naftowych
- Soyuzpromexport – eksport urządzeń przemysłowych
- Soyuzpushnina – eksport futer
- Stankoimport – import obrabiarek
- Tekhnopromimport – import sprzętu technicznego
- Textilimport – import tekstyliów
- Tekhnoexport – eksport produktów technicznych

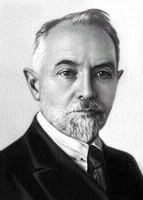
Leonid Krasin, pierwszy LK Handlu Zagranicznego

### Radzieckie spółki handlowe z siedzibą zagranicą
- Amtorg Trading Corporation, Nowy Jork,
  - Yuzhamtorg Compañía de Comercio y Exportación SA, Buenos Aires,
- Arcos All-Russian Co-operative Society Ltd, Londyn,
- Russgertorg Russische-Deutsche Handels AG, Berlin,
- Sowpoltorg Sowiecko-Polska Mieszana Spółka Handlowa, Warszawa,
- Russavstorg Russisch-Oesterreichische Handels und Industrie AG, Wiedeń,
- CICE Compagnia Industriale Commercio Estero, Mediolan.

## Siedziba
W 1923 siedziba resortu mieściła się w budynku b. Moskiewskiego Banku Kupieckiego (Московского купеческого банка) przy ul. Ilinka 14, w 1929 przy ul. Warwarka 26–28, w 1935 w budynku b. Północnego Towarzystwa Ubezpieczeń (Северного страхового общества) przy ul. Ilinka 23, który później wszedł w kompleks obiektów KC KPZR.